# Yoann Boyeaux
Yoann Boyeaux est un boxeur professionnel français né le 8 janvier 1988 à Beaune.

## Carrière

### Boxe amateur
Yoann Boyeaux réalise son premier combat amateur à l'âge de 13 ans. Ce premier combat est soldé par une victoire, ce qui fera de lui le champion de Bourgogne de la catégorie -48 kg. À 21 ans, il compte plus d'une cinquantaine de combats amateurs et participe plusieurs fois de suite aux championnats de France amateurs.

### Boxe professionnelle
Yoann Boyeaux décide de devenir boxeur professionnel à l'âge de 21 ans. En 2011, il devient champion de France de boxe professionnelle des poids coqs en battant Jérôme Arnould par arrêt de l'arbitre au 4e round.
Yoann devient une seconde fois champion de France des poids coqs en 2013 après sa victoire face à Karim Guerfi. Le combat sera finalement jugé sans décision après un contrôle antidopage positif. En juin 2013, alors âgé de 25 ans, il décide de partir vivre à Buenos Aires, en Argentine pour se consacrer pleinement à sa carrière de boxeur. Il réalisa alors plus d'une vingtaine de combats entre l'Argentine, le Brésil, la Slovaquie ainsi que la Serbie.
Le 30 décembre 2017, il affronte au Japon Naoya Inoue, champion du monde des poids super-mouches WBO, et s'incline par arrêt de l’arbitre au 3e round.

### Palmarès
- 2010 : Champion du Critérium Espoir (poids coqs)
- 2010 : Tournoi de France (poids coqs)
- 2011 : Champion de France (poids coqs)
- 2011 : Champion coupe de la Ligue 2011 (poids coqs)
- 2014 : Champion WPC latine (poids coqs)
- 2015 : Champion WPC latine (poids coqs)